# Mercedes Sagredo
Mercedes Sagredo Barruecos (Santiago de los Caballeros, 14 de febrero de 1911; Nueva York, 21 de agosto de 1998) fue una compositora dominicana, que vivió la mayor parte de su vida en Nueva York. Allí fue miembro activa de la Unión de Mujeres Americanas. 

## Biografía
En su juventud, recibió formación de piano por parte de Margarita Esperón y Marina Acevedo. Se trasladó a Nueva York, en 1929, con su marido, el poeta Frank Sánchez Reyes, donde siguió formándose con los profesores América Baliño y René Rodríguez. Allí se afincó y compuso la mayor parte de su obra, inspirada en su país de origen. 
En 1940 estrenó una de sus composiciones más populares, la canción Mi Quisqueya. Al año siguiente, la orquesta de Luis Alberti la interpretó en Santiago de los Caballeros. Más adelante, fue interpretada por los dominicanos Lope Balaguer, Rafael Colón, Sonia Silvestre, Henry Ely, Fernando Casado, José Emilio Joa, Billo Frómeta, Arturo Acevedo, y  Alberto Beltrán. Wilfrido Vargas hizo una adaptación en 1979, interpretada por Sandy Reyes.  
También compuso los temas Himno a la humanidad, Corazón de cristal, Droga de amor, Inmortal, Vicio de ti,  Ponte la faja Francisco, Imposible olvidarte, Corazón de cristal, La dieta, Del burro al subway,.y Nostalgia lejana, un bolero que grabó Lucha Montes en 1963. También Plegaria a la Virgen de la Alta Gracia, que se presentó en la Catedral de San Patricio de Nueva York. 
El también dominicano Alberto Beltrán, en 1964, rindió homenaje a sus mejores composiciones con Beltrán canta los hits de Mercedes Sagredo, un  LP producido en los estudios de Montilla Records en Nueva York. 
Su huella musical sigue muy viva. En 2020, durante el encierro por la pandemia del covid-19, el Coro Popular Dominicano interpretó on line una nueva versión de Mi Quisqueya, con arreglos de José Manuel Joa. Y en 2023, la banda Sofrito y su Melao establecida en Austin, Texas, sacó un álbum que versiona temas de cinco compositores dominicanos en el Nueva York de mediados del siglo XX, y lo tituló Del Burro al Subway. Es la composición de Sagredo sobre una historia de emigración, de los primeros dominicanos emigrados al extranjero. También incluía temas de la también compositora Athala Robles Cestero. 
Comprometida con las mujeres, además de componer, participaba actividades sociales y culturales de la Unión de Mujeres Americanas, la Alianza Interamericana Pro Defensa de las Américas o la Peruvian Society, que relacionaban a mujeres de distintas naciones de América Latina. 
En 1994 publicó su libro, Mi vida y mi Quisqueya, con prólogo de Lidia Alfonso de Fuenteboa.

## Premios
Con su composición, Himno a la hispanidad, Sagredo ganó el primer premio en el Concurso del Día de la Raza en 1975. 
Recibió la Orden de Duarte, Sánchez y Mella que concede el gobierno dominicano, en reconocimiento a su aportación a la música, a su labor como profesora y a la promoción de la música dominicana en el extranjero. También recibió entre otros galardones, el Premio El Dorado, en 1980. 

## Enlaces web
- El Tren de Yaguaramas - Mercedes Sagredo

- Datos: Q1921399